# Алфред Клоц
Алфред Клоц (Цитау, 15. јун 1874 — Ерланген, 10. јануар 1956) био је немачки класични филолог.

## Биографија
Од 1883. до 1892. похађао је Краљевску гимназију у Лајпцигу, из које је изашао са сведочанством зрелости. Затим је од 1892. студирао класичну филологију на Универзитету Лајпцигу и докторирао 1896. код Ота Рибека, који је на њега као и на Ота Имиша снажно утицао. Године 1905. именован је за приватног доцента на Универзитету Штрасбург. Године 1911. добио је позив да ради као професор на Немачком Карловом универзитету у Прагу, који је прихватио. Дана 1. априла 1920. добио је позив да ради као професор на Универзитету у Ерлангену У зимском семестру 1930/31 био је ректор Универзитета Ерлангену а 1939. је емеритиран с титулом тајног владиног саветника али је ипак остао редовни професор и наставио да предаје латински.

## Почасти
Године 1944. одликован је од Адолфа Хитлера Гетеовом медаљом за уметност и науку.

## Одабрана дела
- Rassengeschichte und Vorgeschichte im Dienste nationaler Erziehung. Buchners Verlag, Bamberg 1934 (Lehrbuch für die Oberstufe, zusammen mit Rudolf Herbst)
- Livius und seine Vorgänger. Teubner, Leipzig 1940/41.
- Studien zu Valerius Maximus und den Exempla. C. H. Beck, München 1942.
- Geschichte der römischen Literatur. Schöningh, Würzburg 1947.
- Appians Darstellung des Zweiten Punischen Krieges : Eine Voruntersuchung z. Quellenanalyse d. 3. Dekade d. Livius. Schöningh, Paderborn 1936.